# Chlorida
Chlorida es un género de escarabajos longicornios.

## Especies
- Chlorida cincta Guérin-Méneville, 1844
- Chlorida costata Audinet-Serville, 1834
- Chlorida curta Thomson, 1857
- Chlorida denticulata Buquet, 1860
- Chlorida fasciata Bates, 1870
- Chlorida festiva (Linnaeus, 1758)
- Chlorida inexpectata Martins, Galileo & Oliveira, 2011
- Chlorida obliqua Buquet, 1852
- Chlorida spinosa Aurivillius, 1887
- Chlorida transversalis Buquet in Guérin-Méneville, 1844